# Genneya Walton
Genneya Walton  (* 22. Februar 1999 in Chicago, Illinois) ist eine US-amerikanische Schauspielerin in Film und Fernsehen und Tanzerin. Bekannt wurde sie als Bryden Bandweth in  Project Mc² und Chloe Barris in BlackAF. Seit 2025 ist sie in der wiederkehrenden Rolle  als BB Urich in Daredevil: Born Again zu sehen.

## Leben und Karriere
Genneya Walton wurde 1999 in Chicago geboren und begann ihre Karriere in als Tänzerin, die schließlich zur Schauspielerei führte.
Walton trat in zahlreichen Tanzwettbewerben und Fernsehsendungen auf, darunter Auftritte u. a. in Dancing with the Stars und The X Factor.
Kleine Rollen und Auftritte als Schauspielerin hatte sie in einigen Episodenrollen in den Fernsehshows in: Jessie, Extant, Die Thundermans, Kirby Buckets, School of Rock, Criminal Minds, Adam Ruins Everything, 9-1-1 und Atlanta Medical. 2014 gab sie ihr Spielfilmdebüt in der Rolle, als Renata imVideo-Musical An American Girl: Isabelle Dances Into the Spotlight.
Von 2015 bis 2017 spielte Walton die Hauptrolle in der Comedy-Serie Project Mc² als Bryden Bandweth.
Im Jahr 2020 wurde sie für die Rolle als Chloe Barris in der Netflix-Fernsehserie BlackAF neben Kenya Barris und Rashida Jones besetzt. In der Teenager-Komödie Darby and the Dead war sie 2022 mit Riele Downs und Auliʻi Cravalho zu sehen.

## Filmografie (Auswahl)
- 2014: An American Girl: Isabelle Dances Into the Spotlight
- 2015: Jessie (Fernsehserie, 1 Folge)
- 2015: Extant (Fernsehserie, 4 Folgen)
- 2015–2016: Die Thundermans (The Thundermans, Fernsehserie, 2 Folgen)
- 2015–2017: Project Mc² (Fernsehserie, 26 Folgen)
- 2016: Kirby Buckets (Fernsehserie, 1 Folge)
- 2016: School of Rock: Maddy Wayne
- 2016: Criminal Minds (Fernsehserie, 1 Folge)
- 2017: Adam Ruins Everything (Fernsehserie, 1 Folge)
- 2018: 9-1-1 (Fernsehserie, 2 Folgen)
- 2019: Atlanta Medical (Fernsehserie, 1 Folge)
- 2020: BlackAF (Fernsehserie, 8 Folgen)
- 2022: Darby and the Dead
- 2023: Noch nie in meinem Leben … (Fernsehserie, 6 Folgen)
- 2023: Candy Cane Lane – Eine Weihnachtsgeschichte (Candy Cane Lane)
- 2024: Flycatcher – Survival Has Its Price (Dead Sea)
- seit 2025: Daredevil: Born Again[3] (Fernsehserie)